# Ypsilomena compacta
Ypsilomena compacta är en tvåvingeart som först beskrevs av Mario Bezzi 1924.  Ypsilomena compacta ingår i släktet Ypsilomena och familjen borrflugor. Inga underarter finns listade i Catalogue of Life.